# Clorofònia de collar groc
La clorofònia de collar groc (Chlorophonia flavirostris) és una espècie d'ocell de la família dels fringíl·lids (Fringillidae).

## Descripció
- Petit bec vermell. Iris groc.
- Mascle de color verd al cap, zones superiors i flacs. Pit, abdomen i un collar al voltant del coll, groc.
- Femella semblant al mascle amb el collar i les zones grogues menys marcades.

## Hàbitat i distribució
Habita la selva humida i altres formacions boscoses del sud-oest de Colòmbia i oest de l'Equador.